# Histoire de Louisville (Kentucky)
Pour les articles homonymes, voir Louisville.

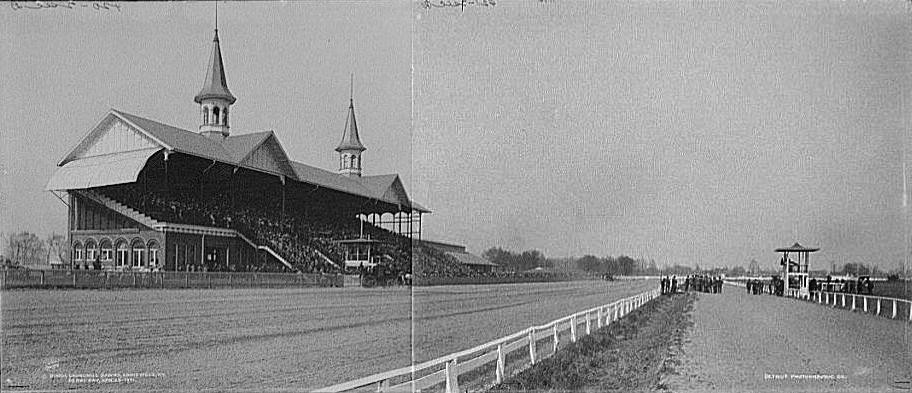
Hippodrome de Churchill Downs en 1901

Du fait de sa position géographique centrale à l'est des États-Unis, l'histoire de la ville de Louisville a été riche en rebondissements.

## Avant la colonisation européenne
Bien que le Kentucky fût habité par des amérindiens durant la préhistoire, la région n'accueillait pas de populations amérindiennes sédentaires à l'arrivée des premiers européens. La région était juste le terrain de chasse de la tribu Shawnee au nord et de la tribu Cherokee au sud.
La région fut explorée pour la première fois en 1669 par le français René Robert Cavelier de La Salle. Il explora les régions proches du Mississippi et de la rivière Ohio en partant du golfe du Mexique jusqu'au territoire actuel du Canada en proclamant la zone comme propriété de la couronne française. En 1751, Christopher Gist explora également la région de la rivière Ohio. Après la guerre de Sept Ans en Amérique, la France céda la région du Kentucky à l'Angleterre.
En 1769, Daniel Boone créa une voie reliant la Caroline du Nord au Tennessee et explora la région du Kentucky durant deux ans. En 1773, le capitaine Thomas Bullitt mena une exploration dans le comté de Jefferson visant à offrir des terres à la population de Virginie ayant participé à la guerre de Sept Ans.
En 1774, James Harrod commença la construction du Fort Harrod dans le Kentucky. Bien que des attaques indiennes repoussèrent les premiers colons, ceux-ci revinrent les années suivantes pour construire le Fort Boonesborough à Boonesborough. Les indiens acceptèrent de donner les terres comprises entre la rivière Ohio et la rivière Cumberland à la compagnie Transylvania Land Company. En 1776, la colonie de Virginie déclara le contrat illégal et y créa le comté du Kentucky qui faisait alors partie de la Virginie.

## Fondation (1778-1803)

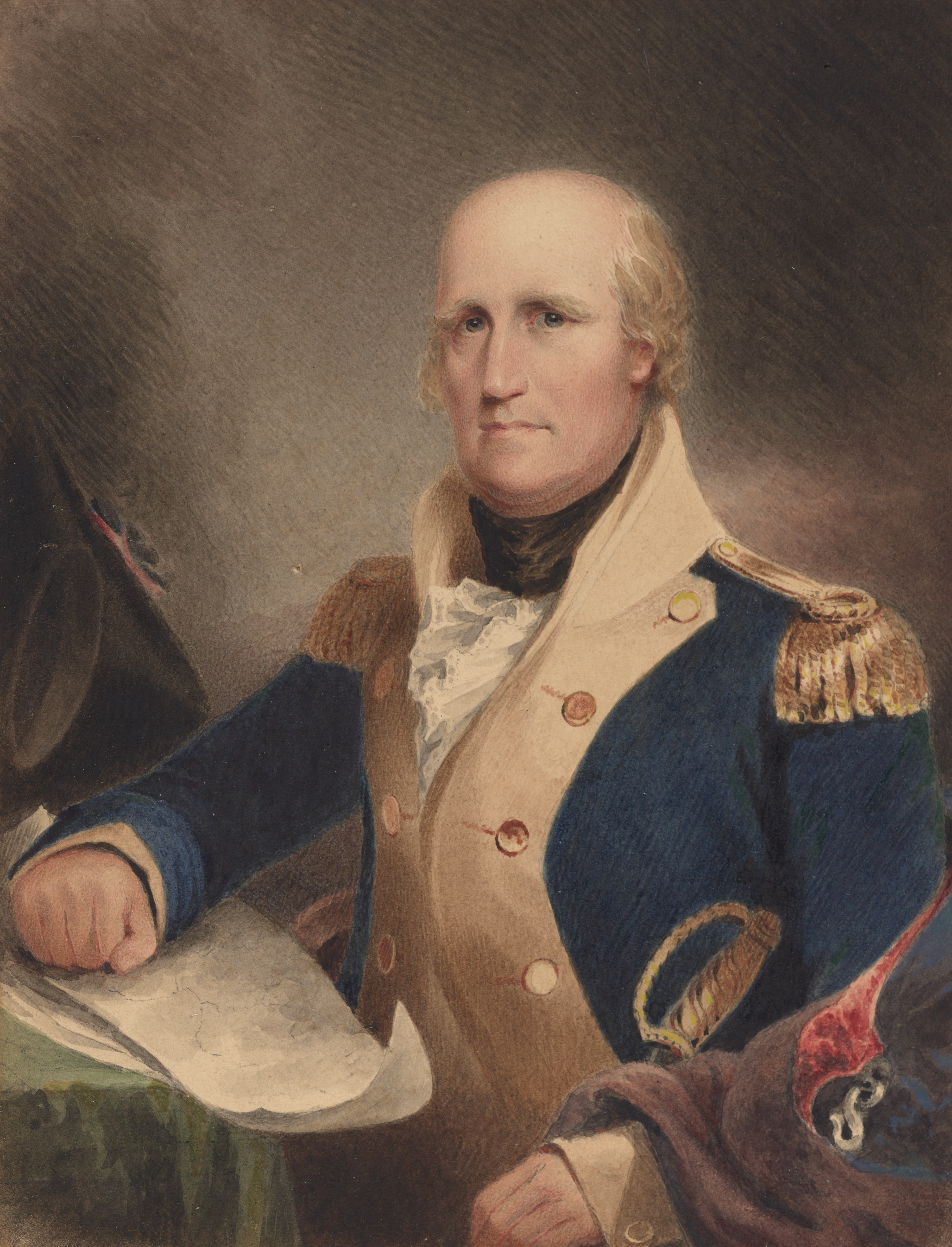
Le fondateur de Louisville George Rogers Clark peint par Matthew Harris Jouett en 1825

La première colonie à l'emplacement de la ville de Louisville a été fondée en 1778 par le colonel George Rogers Clark qui menait une campagne contre l'armée de la couronne d'Angleterre dans une région nommée Illinois. Clark mena un groupe de 150 soldats dénommés Illinois Regiment. Ceux-ci avaient été recrutés en Virginie et en Pennsylvanie. Le 12 mai, ils partirent accompagnés de colons de Pennsylvanie pour fonder une nouvelle colonie dans le Kentucky. Ils arrivèrent aux Falls of the Ohio le 27 mai. Clark pensa que le lieu serait idéal pour y construire une colonie,.
Le régiment aida les civils à établir la colonie à l'endroit aujourd'hui nommé Corn Island. La zone fut déboisée et des habitations furent construites. Le 24 juin, Clark et ses soldats commencèrent leur campagne militaire. Un an plus tard, à la demande de Clark, les colons traversèrent la rivière pour fonder de l'autre côté la colonie de Louisville nommée en honneur du roi de France Louis XVI dont les soldats ont aidé les Américains à combattre les Anglais lors de la Guerre d'indépendance des États-Unis. George Rogers Clark est reconnu comme le fondateur de la ville et de nombreux endroits portent son nom dans la région. 
Au début, la colonie de Louisville fut régulièrement attaquée par les indiens et la plupart des colons vivaient à l'intérieur de forts. Le premier fort nommé Fort-on-Shore se situait au nord de ce qui est actuellement la 12e rue. Dans la crainte d'une attaque anglaise, un plus grand fort nommé Fort Nelson fut érigé. Son nom lui a été donné d'après le gouverneur de Virginie Thomas Nelson junior. Il se trouvait au nord de l'actuelle Main Street (Rue principale) entre la septième et la huitième rue. Le contrat d'un montant de 15 000 livres sterling de l'époque fut attribué à Richard Chenoweth. Les travaux durèrent de fin 1780 à mars 1781. Le fort, qui devait être capable de résister aux canons, était considéré comme le meilleur fort à l'ouest du Fort Pitt mais à la suite de la diminution du besoin en forts résistants après la guerre d'indépendance, il tomba en désuétude à la fin de la décennie.
En 1780, l'assemblée générale de Virginie dont le gouverneur était alors Thomas Jefferson approuva la charte de la ville le 1er mai. Le comté de Jefferson, nommé en hommage au gouverneur, fut créé à ce moment comme l'un des trois premiers comtés originaux du Kentucky. Louisville en était le siège.
Durant les années 1780, trois mille familles immigrèrent dans la région. Le premier service incendie de la région fut créé et le premier plan de rue de la ville fut réalisé par Willian Pope. Daniel Brodhead ouvrit le premier grand magasin de Louisville en 1783. Il s'agissait du premier à se situer à l'extérieur de l'enceinte du fort. La première maison de justice fut terminée en 1784. Il s'agissait d'une cabane en rondins d'environ 5 mètres sur 6.  À ce moment, la ville accueillait 63 habitations terminées, 37 partiellement terminées, 22 habitations sans toiture et environ 100 cabanes en rondins de bois.Shippingport fusionna en 1785 avec la ville tout en permettant aux marchandises de pouvoir passer les chutes sur la rivière Ohio. La première église fut construite en 1790, le premier hôtel en 1793, et la première poste en 1795. La ville ne grandissait pas aussi vite que celle de Lexington durant les années 1780 et 1790 à cause de la peur d'attaques indiennes. Les attaques se terminèrent en 1794 à la suite de la bataille de Fallen Timbers. En 1800, la population de la ville était composée de 359 habitants alors que celle de Lexington atteignait les 1759 habitants.
Entre 1784 et 1792, des conventions menèrent à la séparation du Kentucky de la Virginie. Le 1er juin 1792, le Kentucky devint le 15e État des États-Unis et Isaac Shelby fut nommé gouverneur de celui-ci.

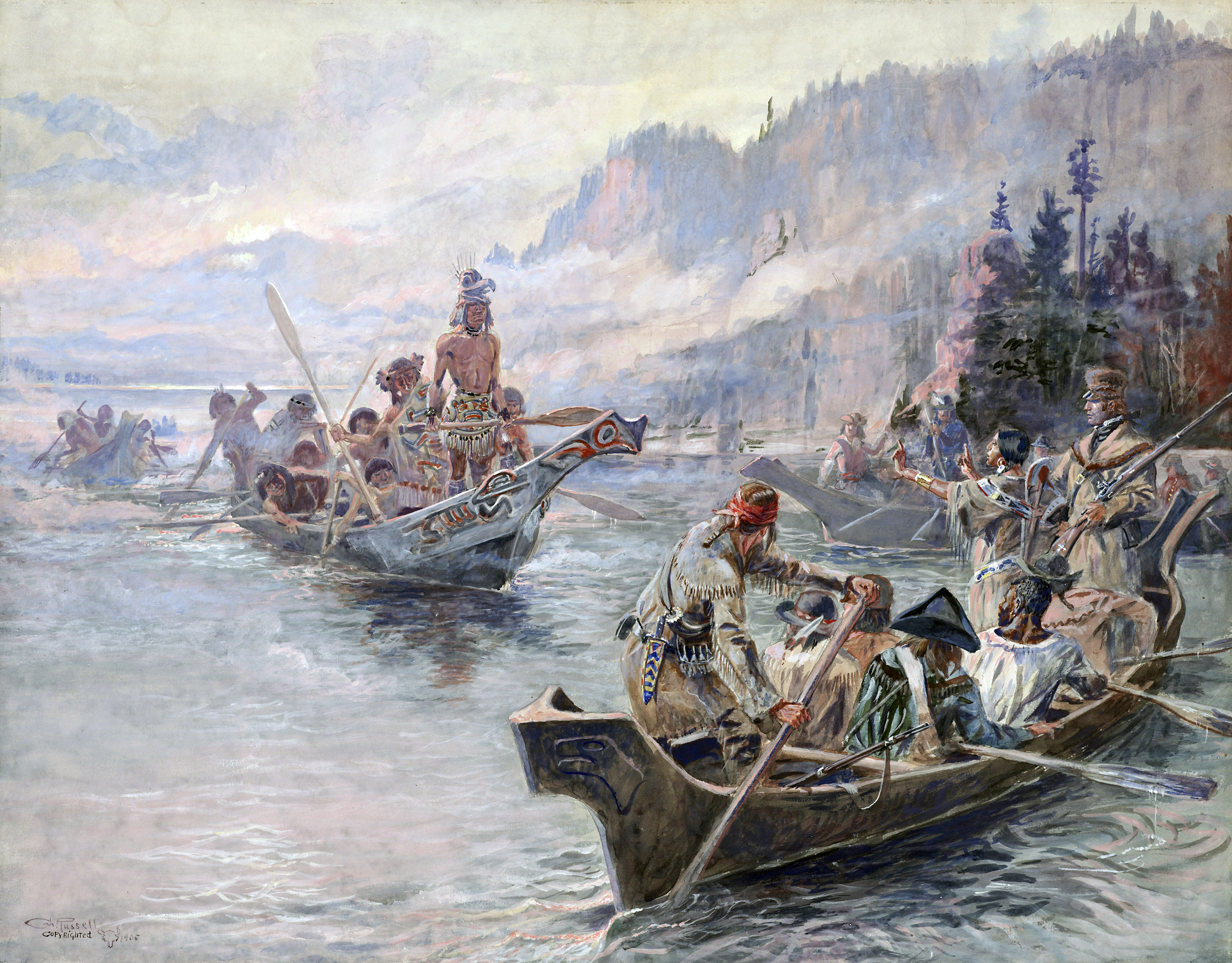
Lewis et Clark sur la Lower Columbia par C.M. Russell

En 1803, Meriwether Lewis et William Clark organisèrent une expédition à travers l'Amérique du Nord au niveau de Louisville après la vente de la Louisiane.

## Développement de la cité (1803-1900)

### Avant-guerre
Depuis le début de la colonie, les marchandises et les passagers utilisaient des bateaux à fond plat non motorisés pour atteindre Louisville ce qui signifie qu'il était dispendieux de transporter des marchandises vers les zones développées comme  la ville de Pittsburgh. Ce problème combiné au blocus du Mississippi par les Espagnols en 1784 signifiait que les biens produits dans la ville n'étaient que très peu exportés en dehors de la ville. La situation s'améliora après la signature du traité de Pinckney qui ouvrit l'accès au fleuve et fit de la ville de la Nouvelle-Orléans une zone de libre échange à partir de 1798.
Cependant et jusqu'au début du XIXe siècle, le transport par bateaux resta limité à 60 000 tonnes dans le sens du courant et à 6 500 tonnes à contre-courant. Les bateaux désirant passer les rapides de la rivière Ohio au niveau de la ville étaient forcés de décharger leurs marchandises avant les rapides et de recharger les marchandises une fois ceux-ci passés. Cela créait une activité commerciale de portage pour la région. La sécurité de la région augmentant, les forts disparurent ainsi que les vétustes cabanes en rondins de bois. Le premier journal de la ville du nom de Louisville Gazette fit son apparition en 1807 et le premier théâtre apparut en 1808. La croissance de la population lors du recensement de 1810 monta à 400 %.
L'économie du transport par bateaux changea radicalement avec l'arrivée des premiers bateaux à vapeur. Le premier, nommé New Orleans arriva en 1811 en provenance de la ville de Pittsburgh. Le record pour parcourir la distance fut battu bien que certaines personnes pensaient que c'était inutile car ils s'imaginaient que le bateau ne pourrait jamais remonter le courant dans l'autre sens lors du retour.
En 1815, l'Enterprise mené par le capitaine Henry Miller Shreve devint le premier bateau à vapeur à parcourir la distance entre La Nouvelle-Orléans et Louisville tout en montrant le potentiel économique de tels bateaux.
L'industrie apparut dans la ville et notamment dans la localité portuaire proche de Shippingport. Des bateaux à vapeur furent ainsi construits dans la ville qui vit apparaître également des moulins. D'autres villes se développèrent dans la région comme New Albany en 1813 et Portland en 1814. Mais Louisville voyait toutefois sa population augmenter aussi avec une croissance de 300 % entre 1810 et 1820. En 1830, la population de la ville dépassa pour la première fois la population de la ville de Lexington.
La première bibliothèque (Louisville Library Company) ouvrit ses portes en 1816. L'université de Louisville fut quant à elle fondée en 1798.
Pour répondre à une importante demande, le Louisville and Portland Canal fut achevé en 1830. Ce canal permettait aux bateaux de contourner les rapides de la rivière ce qui rendait possible aux bateaux de naviguer entre Pittsburgh et La Nouvelle-Orléans. Un hôpital dénommé Louisville Marine Hospital fut construit en 1825.
En 1828, la population atteignit les 7 000 habitants et la ville devint la première cité incorporée du Kentucky. John Bucklin prit la tête du premier majorat. Les villes indépendantes de Shippingport et de Portland restèrent indépendantes encore quelque temps. Le nouveau statut de cité permettait à la ville de posséder des autorités judiciaires et de collecter plus de taxes. Cela permit de créer la première école publique de l'État en 1829.
En 1831, Catherine Spalding déménagea de Bardstown à Louisville et fonda l'école catholique pour filles Presentation Academy. Elle fonda également l'orphelinat de Saint-Vincent qui a été renommé depuis en orphelinat Saint-Joseph.

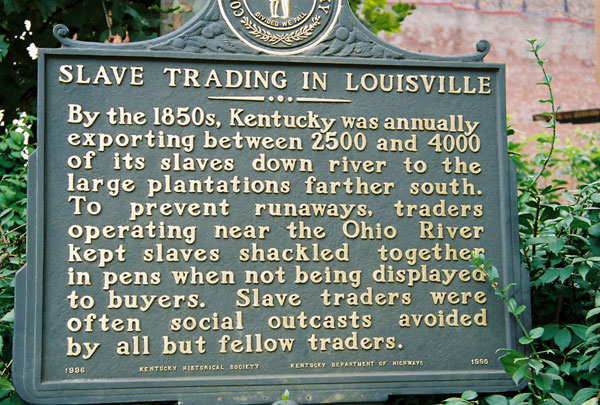
Lieu historique à l'angle de la seconde avenue et de l'avenue principale rappelant que la ville était une plaque tournante de la traite des esclaves

Le célèbre hôtel de la ville dénommé Galt House fut construit en 1834. En 1839, l'ancêtre de la compétition de courses à cheval Kentucky Derby se tint à  Louisville. Plus de 10000 spectateurs regardèrent les deux courses. Le premier Kentucky Derby n'apparut pourtant que 36 ans plus tard.
Une école pour aveugles fut également construite en 1839 ce qui en faisait la troisième du pays. Lors du recensement de 1850, la ville était la dixième en importance du pays et le Kentucky le huitième état le plus habité. La compagnie Louisville and Nashville Railroad fut fondée en 1850 par James Guthrie. Le chemin de fer fut terminé en 1859 et il se combinait très bien avec le port de Louisville.
La même année, un héros de la guerre américano-mexicaine dénommé Zachary Taylor, qui naquit à Louisville, fut élu 12e président des États-Unis. Il ne gouverna pourtant que 4 mois avant de décéder du choléra. Il est enterré dans le cimetière Zachary Taylor National Cemetery à Louisville.
Louisville participait énormément aux commerces des esclaves avant la guerre de Sécession et une partie importante du développement de la ville est d'ailleurs attribué à l'esclavage. De nombreux esclaves furent séparés de leur famille au départ de Louisville avant d'être envoyés dans les régions environnantes. Ils arrivaient en provenance de La Nouvelle-Orléans pour être revendus ensuite aux propriétaires de champs de coton ou dans les plantations de canne à sucre,. En 1820, 26 % de la population était composée d'esclaves alors qu'en 1860 elle chuta à moins de 8 % bien qu'ils fussent toujours environ 10 000.
La ville était vraiment à la limite entre les régions pro-esclavage et les États anti-esclavage. De nombreux esclaves tentaient de traverser la rivière Ohio pour gagner leur liberté.

### Guerre de Sécession

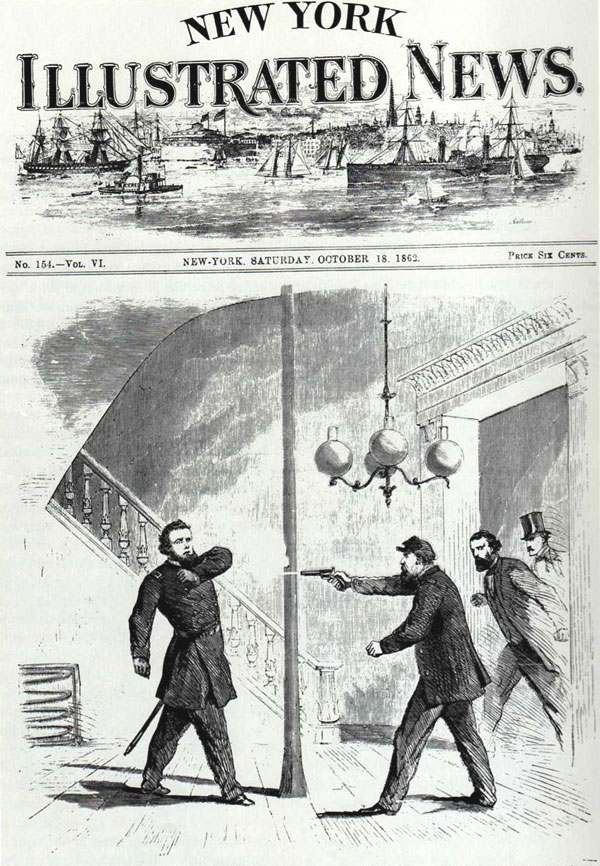
Le général nordiste Jefferson C. Davis tirant sur le général William "Bull" Nelson à l'entrée de l'hôtel Galt House

Durant la guerre de Sécession, Louisville fut une ville stratégique pour l'armée nordiste. La ville était un centre de recrutement et une base importante pour de nombreuses campagnes militaires. Alors que l'État du Kentucky déclara sa neutralité dès le début de la guerre, les dirigeants de la ville se rangèrent du côté nordiste. La ville fut alors militarisée en vue de prévenir toute attaque des confédérés. 
En septembre 1862, l'armée confédérée sous les ordres du général Braxton Bragg décida de prendre la ville mais changea néanmoins d'avis au dernier moment par manque de support des forces armées du général Edmund Kirby Smith.
Lors de l'été 1863, la cavalerie des confédérés envahit le Kentucky en provenance du Tennessee en menaçant brièvement la ville avant de se diriger dans l'État de l'Indiana lors du raid de Morgan. En mars 1864, les généraux Sherman et Ulysses S. Grant se rencontrèrent dans le Galt House pour planifier la campagne du printemps qui prévoyait la capture de la ville d'Atlanta en Géorgie.
À la fin de la guerre, Louisville resta indemne et seulement quelques escarmouches se sont produites dans les environs dont les batailles de Perryville et de Corydon. À la suite de la décision du parti républicain d'abolir l'esclavage, de nombreux pro-nordistes de la ville se sentirent trahis et se rallièrent aux confédérés mais la guerre était déjà terminée. Un monument en hommage aux confédérés a été érigé en 1895 dans la ville sur le campus de l'université de la ville.

### Reconstruction
Le premier Kentucky Derby se tint le 7 mai 1875 à l'hippodrome de la ville aujourd'hui nommé Churchill Downs. Le Derby fut au départ piloté par Meriwether Lewis Clark, Jr., le petit-fils de William Clark. 10 000 spectateurs s'étaient amassés pour voir la victoire du cheval Aristides.

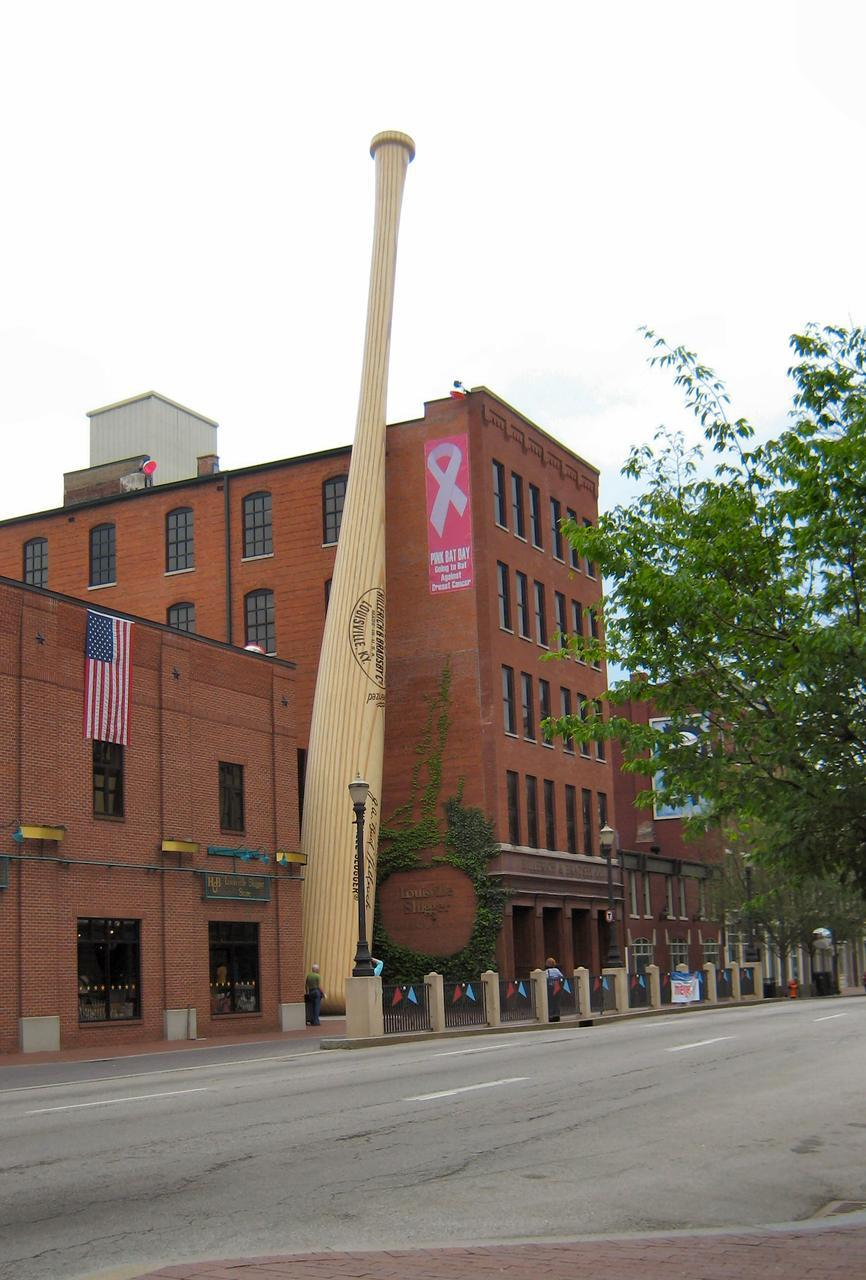
Une batte de baseball géante à la sortie du Louisville Slugger Museum dans la banlieue

Le 2 février 1876, la ligue de baseball fit son apparition et la ville de Louisville était représentée par son équipe des Louisville Grays. L'équipe ne joua que deux ans mais donna naissance à une longue histoire liant ce sport à la ville. En 1883, John Hillerich fabriqua sa première batte de baseball à partir de bois de frêne blanc. Elle fut fabriquée pour le joueur Pete "Le Gladiateur" Browning de l'équipe Louisville Eclipse de la ligue mineure. Ces battes furent surnommées Louisville Slugger et l'entreprise Hillerich & Bradsby devint rapidement une importante fabrique de battes et d'équipements sportifs. Hillerich & Bradsby produit encore aujourd'hui plus d'un million de battes chaque année ce qui représente les deux tiers de la production mondiale de battes en bois.
Le premier août 1883, le président Chester A. Arthur inaugura la première des cinq expositions annuelles Southern Exposition dans la ville. Le clou de l'exposition fut la première présentation de la lampe à incandescence inventée par Thomas Edison qui résida toute une période dans la ville.

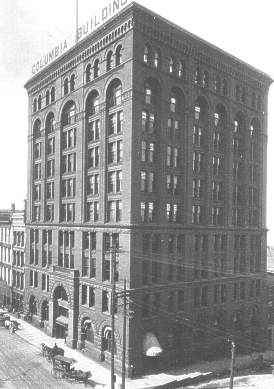
Le Columbia Building resta le plus haut bâtiment de la ville durant des années

La banlieue de la ville fut modernisée dans les années 1890. Le second gratte-ciel nommé Columbia Building ouvrit en janvier 1890.  Les années suivantes, l'architecte paysagiste Frederick Law Olmsted dessina les parcs de la ville. Une gare pour passagers ouvrit en centre-ville le 7 septembre 1891

Le 27 mars 1890, une tornade violente fit énormément de dégâts dans la ville en détruisant près de 766 bâtiments et tuant entre 74 et 120 personnes. 55 personnes furent tuées lors de l'effondrement du Falls City Hall.  
En 1893, deux sœurs enseignantes de Louisville nommées Patty et Mildred J. Hill écrivirent une chanson du nom de Good Morning to All pour leurs élèves. Cette chanson dont les paroles furent modifiées plus tard est à la base d'une des plus célèbres chansons aujourd'hui intitulée Joyeux anniversaire.

## XXesiècle
Le bateau Belle of Louisville arriva à Louisville en 1931, il s'agit aujourd'hui du plus vieux bateau à vapeur toujours en activité. Le Louisville Municipal College fut le premier établissement de la ville à offrir des cours aux afro-américains de la ville. Il fusionna après la ségrégation en 1951 avec l'université de Louisville.
Au début de 1937, d'énormes quantités de précipitations causèrent le débordement de la rivière Ohio. L'inondation recouvrit 70 % de la ville tout en obligeant 175 000 habitants à fuir. Le niveau de l'eau grimpa 10 mètres au-dessus de son niveau normal. Des digues de protections furent installées les années suivantes pour éviter toute répétition du désastre. L'aéroport international de Louisville fut construit en 1941 par le Corps du génie de l'armée des États-Unis. 

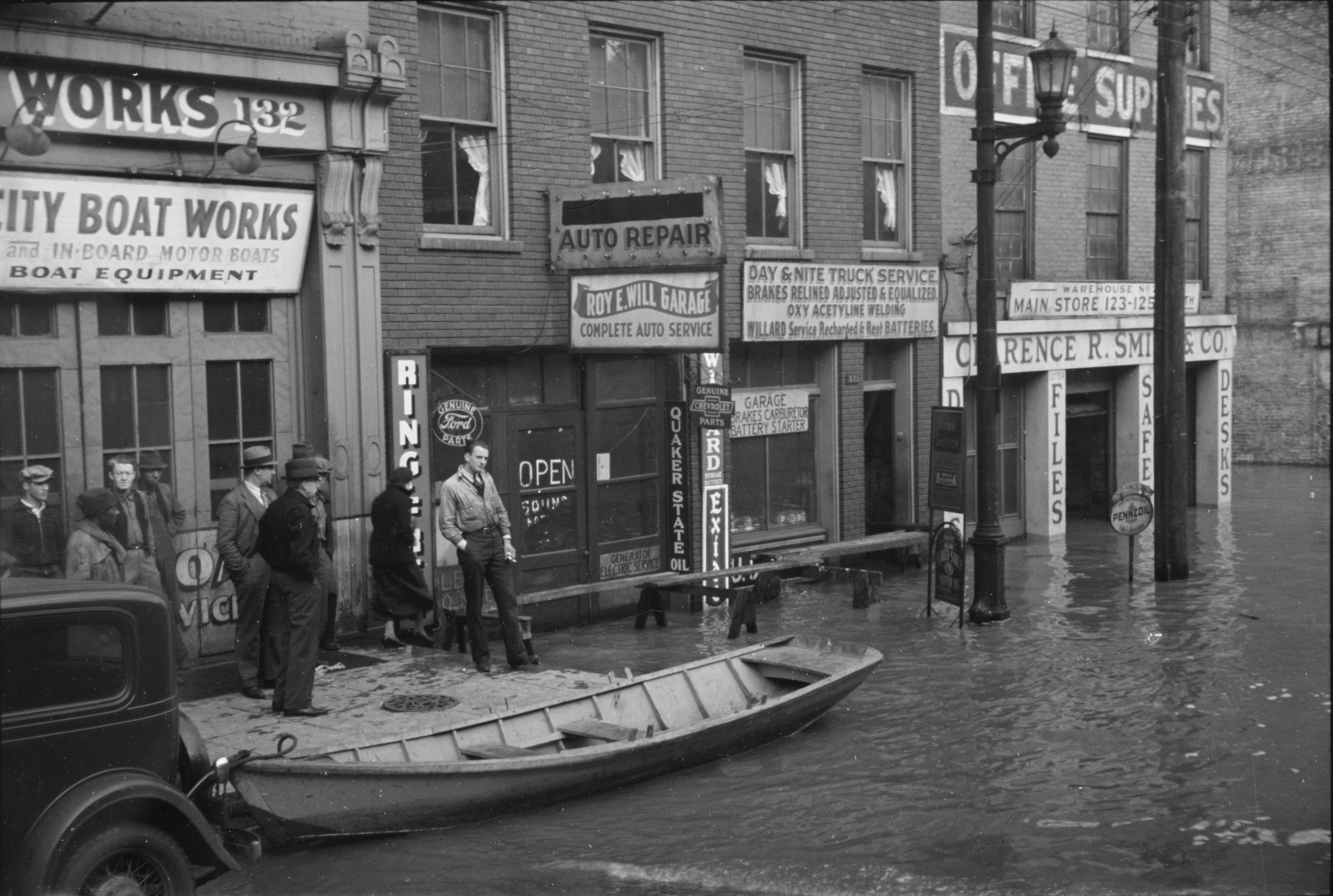
Louisville durant la crue de la rivière Ohio en 1937

Otter Creek Park fut offert à la ville par le gouvernement américain en 1947 en reconnaissance des sacrifices de la ville Durant la seconde guerre mondiale. De nombreux lieux culturels virent le jour comme le Speed Art Museum (1927), le Louisville Orchestra (1937) alors que le Kentucky Shakespeare Festival débuta en 1947. 
Le Kentucky Opera et le Louisville Ballet débutèrent en 1952. En 1956, le festival du Kentucky Derby fut lancé pour célébrer le Kentucky Derby chaque année. 
Pour diverses raisons, la ville déclina dans les années 1960 et 1970. Les autoroutes construites dans les années 1950 favorisèrent la migration des habitants vers les campagnes environnantes. De nombreux bâtiments se vidèrent avant de fermer leurs portes. Une crise économique touchait également la région.
La ville ne repartit de l'avant que dans les années 1980. En 1981, la Falls of the Ohio National Wildlife Conservation Area obtint le statut de zone de conservation fédérale. De nombreux travaux visèrent à revitaliser le tissu urbain de la ville. Des parcs, des bâtiments à vocations culturelles, un cinéma et un théâtre furent ouverts. En 1988, la fontaine automatisée Louisville Falls Fountain fut construite avec un jet maximum de 128 mètres de haut. Le journal local The Courier-Journal fut racheté en 1987 par la compagnie Gannett. La ville vit aussi apparaître dans les années 1990 le Louisville Eccentric Observer et le Snitch Newsweekly. En 2003, la ville de Louisville et le comté de Jefferson fusionnèrent en formant un gouvernement unique nommé Louisville-Jefferson County Metro Government. Récemment le Muhammad Ali Center ouvrit ses portes en 2005.

## Bibliographie

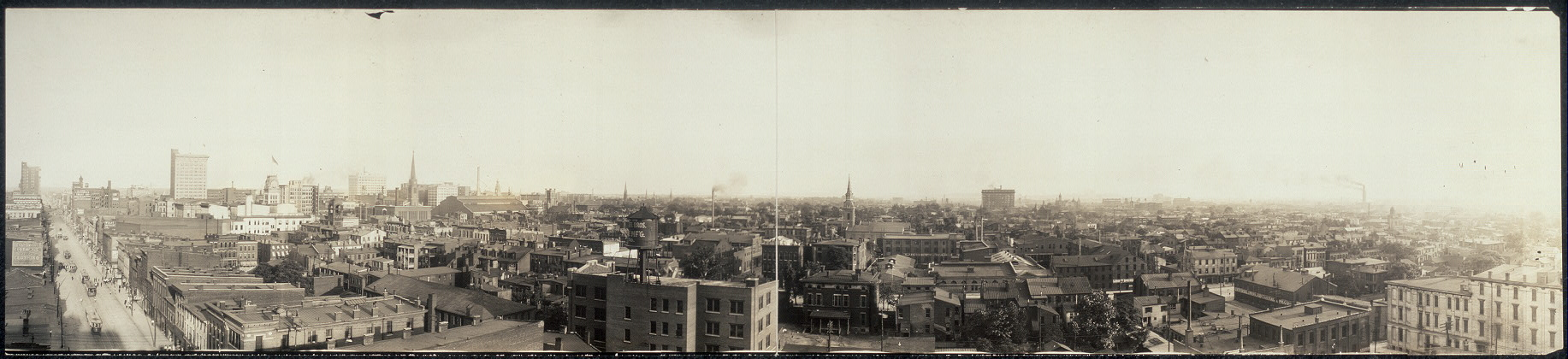
Louisville, Kentucky vers 1910